# Бурундуки (Красноармійський район)
Бурундуки́ (рос. Бурундуки, чув. Пăрăнтăк) — присілок у складі Красноармійського району Чувашії, Росія. Входить до складу Великошатьминського сільського поселення.
Населення — 209 осіб (2010; 212 у 2002).
Національний склад:
- чуваші — 100 %